# Olenna Tyrell
Olenna Tyrell es un personaje ficticio de la saga de libros Canción de hielo y fuego y de la adaptación televisiva Juego de tronos.
El personaje de Olenna es la esposa de Lord Luthor Tyrell, el difunto Señor de Altojardín y el Dominio, uno de los reinos de Poniente. Es la madre de Mace Tyrell, Señor de Altojardín en los hechos narrados la obra, y ejerce como señora de facto de la Casa Tyrell, una de las grandes Casas de los Siete Reinos.
En la adaptación televisiva el personaje es interpretado por la actriz Diana Rigg.

## Historia
En hechos que suceden décadas antes de la cronología de la saga Canción de hielo y fuego, Olenna Redwyne estuvo comprometida con Daeron Targaryen, hijo del rey Aegon V Targaryen, que reinó entre los años 233 y 259 de la cronología de la obra. Pese a que era un enlace de gran prestigio tanto para la Casa Redwyne como para la propia Olenna, ella hizo todo lo posible para que el matrimonio no se llevara a cabo. Finalmente el compromiso fue anulado y ella contrajo matrimonio con Luthor Tyrell, el Señor de Altojardín y el Dominio.
Olenna tuvo tres hijos con su esposo: Mace, Mina y Janna. Aun cuando su hijo mayor se convirtió en Señor del Dominio, Lady Olenna permaneció como Señora de facto de Altojardín, controlando las decisiones relevantes para su familia.

### Tormenta de espadas
Lady Olenna llega a Desembarco del Rey para asistir a la boda de su nieta Margaery con el rey Joffrey Baratheon. Anteriormente, en el libro Choque de reyes, el personaje de Petyr Baelish se había marchado a Altojardín a negociar con Lady Olenna el compromiso.
Margaery y Olenna se reúnen con Sansa Stark, la antigua prometida de Joffrey, para que les cuente más sobre la personalidad del niño-rey. Sansa se mostraba reticente, pero les termina contando la cruel personalidad y el sadismo de Joffrey. Por otro lado, Olenna le propone a Sansa que contraiga matrimonio con Willas Tyrell, su nieto y el heredero de Altojardín. Sansa se muestra entusiasmada, pero comete la imprudencia de contárselo a Dontos Hollard, el cual se lo cuenta a Lord Baelish y éste a su vez a Tywin Lannister, quien casa a Sansa con su hijo Tyrion.
Olenna también sabotea el plan de Lord Tywin de casar a su hija Cersei con Willas Tyrell, afirmando que Cersei era demasiado mayor y estaba demasiado «usada», si bien su hijo Lord Mace era partidario de aceptar la oferta.
Joffrey es envenenado durante el banquete nupcial. Lord Baelish le confiesa a Sansa que Olenna fue la que orquestó el asesinato de Joffrey empleando la redecilla del pelo de Sansa para ocultar el veneno con el que lo mató. Él supone que lo hizo para evitar el sufrimiento a Margaery de estar casada con él, además de que sus deseos eran que Margaery fuese reina, lo cual no implicaba que fuese necesario Joffrey.

### Festín de cuervos
Olenna asiste al funeral de Tywin Lannister y después negocia con Cersei el matrimonio de Margaery con el nuevo rey Tommen Baratheon. Olenna insiste en que ambos consumen al matrimonio en la noche de bodas, pero Cersei le indica a Jaime Lannister que haga todo lo posible por evitarlo.
Olenna regresa a Altojardín el día después de producirse la boda entre Tommen y Margaery.

## Adaptación televisiva

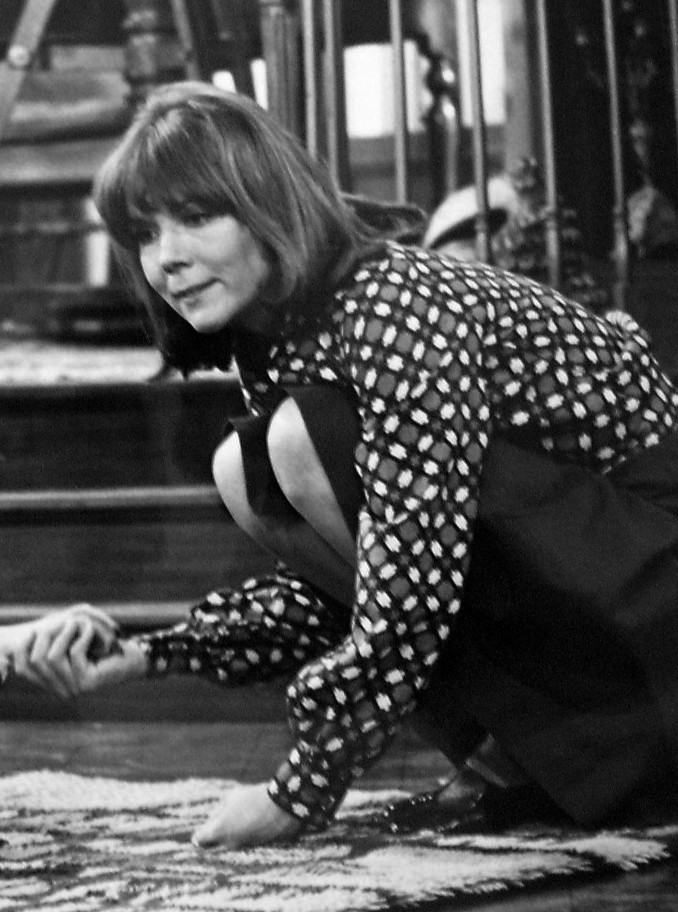
Diana Rigg interpreta a la Reina de las Espinas

### Tercera temporada
Lady Olenna es introducida por su nieta, Margaery Tyrell (Natalie Dormer), a Sansa Stark (Sophie Turner). Olenna revela su naturaleza descaradamente sincera criticando abiertamente el apoyo de su Casa a la causa de Renly Baratheon y la falta de miras tanto de su hijo Mace como de su nieto Loras. El plan de Lady Olenna es que Sansa les revele cómo es la auténtica personalidad del prometido de Margaery, el rey Joffrey Baratheon (Jack Gleeson).
Olenna y la reina Cersei (Lena Headey) planifican la boda de Joffrey y Margaery. También discute con Tyrion Lannister (Peter Dinklage) el coste económico de la boda.
Tywin Lannister (Charles Dance), patriarca de la Casa Lannister y Mano del Rey, quiere casar a Cersei con Loras Tyrell (Finn Jones), el heredero de Altojardín (en la adaptación televisiva los personajes de Willas y Garlan son omitidos). Olenna se niega, argumentando que Cersei es demasiado mayor y no quiere arriesgar el futuro de la Casa Tyrell. Sin embargo, ante la amenaza de Lord Tywin de introducir a Loras en la Guardia Real, Lady Olenna no tiene más remedio que acceder.

### Cuarta temporada
Lady Olenna asiste a la boda entre Joffrey y Margaery. Al observar cómo Joffrey se asfixia es la primera en pedir ayuda.
Tras la muerte de Joffrey, Margaery es comprometida con el nuevo rey, Tommen Baratheon (Dean-Charles Chapman). Lady Olenna se muestra optimista ante esta situación, creyendo que Tommen será mucho más dócil que Joffrey. También reconoce abiertamente ante Margaery haber instigado la muerte de Joffrey, afirmando que nunca permitiría que su nieta estuviera casada con un ser como él.
Olenna regresa a Altojardín poco antes de la coronación de Tommen.

### Quinta temporada
Lady Olenna regresa a Desembarco del Rey tras oír las nuevas del arresto de su nieto Loras por la Fe Militante. Se entrevista con Cersei, a la cual acusa de estar detrás de la conspiración contra su nieto. Cersei declara no estar al tanto de la acusación y estar atada de pies y manos.
En el juicio contra Loras, Margaery jura que su hermano es inocente de los cargos de los que le acusan, hasta que un prostituto llamado Olyvar declara ser amante de Loras. Olenna asiste cómo su nieto y su nieta Margaery son arrestados por orden del Gorrión Supremo (Jonathan Pryce).
Olenna se entrevista con el Gorrión Supremo en el Gran Septo de Baelor con la intención de que libere a sus nietos, primero intentando sobornarle y después amenazándole; el Gorrión Supremo no se pliega ante ninguna de las dos opciones. Después acude al burdel de Petyr Baelish (Aiden Gillen), su compinche en el asesinato del rey Joffrey. Lord Baelish le pone en contacto con Lancel Lannister (Eugene Simon), el cual causa que Cersei sea también arrestada por el Gorrión Supremo.

### Sexta temporada
Olenna forma parte del nuevo Consejo Privado del rey Tommen, ahora encabezado por Kevan Lannister (Ian Gelder) tras la caída en desgracia de Cersei.
Lady Olenna accede al plan de Cersei de llevar un ejército Tyrell para arrestar al Gorrión Supremo. Sin embargo, el plan fracasa cuando Tommen y Margaery se «someten» a la Fe de los Siete, reconociendo Olenna que han perdido.
Olenna hace una última visita a Margaery, ya que planea regresar a Altojardín. Margaery la insta a marcharse cuanto antes y le entrega una nota, donde se revela que sigue siendo leal a la Casa Tyrell. Antes de irse recibe una visita de Cersei, la cual trata de mantener las relaciones cordiales entre los Lannister y los Tyrell. Lady Olenna no trata de disimular su desprecio por Cersei, afirmando que la situación que afecta a sus dos Casas es todo por culpa de su necedad, y que el único gozo que posee es ver su sufrimiento y su soledad.

Loras se pudre en una celda por vuestra culpa... El Gorrión Supremo gobierna esta ciudad por vuestra culpa... Nuestras dos antiguas Casas colapsarán por vuestra culpa... y vuestra estupidez. [...] ¿Recordáis la forma en que me sonreíais cuando mis nietos fueron arrastrados a una celda?... Yo sí, y nunca lo olvidaré. [...] Nadie os apoya; vuestro hermano se ha marchado, el Gorrión Supremo se encargó de ello; el resto de vuestra familia os ha abandonado y el pueblo os desprecia. Estáis rodeada de enemigos, miles de ellos... Habéis perdido, Cersei.
Olenna Tyrell hablando con Cersei

Tras el asesinato de su hijo y sus nietos a manos de Cersei en el Gran Septo de Baelor, Lady Olenna se reúne con Ellaria Arena (Indira Varma), que gobierna en Dorne tras asesinar al príncipe Doran Martell y a su hijo. Olenna afirma que desea vengarse de Cersei por destruir a su familia y Ellaria presume de saber cómo hacerlo; en ese momento aparece Varys (Conleth Hill), prometiendo «fuego y sangre».

### Séptima temporada
La alianza entre los Tyrell y Daenerys Targaryen (Emilia Clarke) se culmina. Lady Olenna se reúne en Rocadragón con Daenerys, Tyrion, Ellaria Arena y Yara Greyjoy (Gemma Whelan) para planear la conquista de Desembarco del Rey. El plan que concibe Tyrion es bloquear la capital desde el sur con la flota de Yara y Dorne, a la vez que los ejércitos Tyrell lo hacen por tierra. Sin embargo, la estrategia no da resultado: los Greyjoy y sus aliados dornienses son derrotados por la flota de Euron Greyjoy (Pilou Asbæk).
Lady Olenna regresa a Altojardín, sólo para descubrir que los Lannister, con el apoyo de lord Randyll Tarly (James Faulkner), acuden a tomar la fortaleza de los Tyrell. Ante la abrumadora superioridad, Altojardín cae con facilidad. Olenna recibe a Jaime, dispuesta a afrontar su final. Jaime afirma que pudo persuadir a Cersei para proporcionarle una muerte rápida, añadiéndole un veneno a su copa que Olenna ingiere. Antes de morir, Olenna confiesa ante Jaime que ella fue la responsable de envenenar a Joffrey, y le pide que se asegure de decirle a Cersei que fue ella.